# Salt mortal
Salt mortal este un film românesc din 1980 regizat de Dinu Șerbescu.